# Andrzej Sawicki (tłumacz)
Andrzej Sawicki (ur. 18 września 1947 w Kamiennej Górze, zm. 6 lipca 2016 w Będkowie) − polski tłumacz literatury anglojęzycznej i rosyjskojęzycznej (głównie fantastyki), scenarzysta komiksowy, dziennikarz. Wieloletni współpracownik miesięcznika o grach komputerowych „CD-Action”.

## Życiorys
Ukończył szkołę średnią w Wałbrzychu, a studia na Wojskowej Akademii Technicznej w Warszawie. Od 1973 do 1993 zawodowy oficer Wojska Polskiego. Mieszkał we Wrocławiu, gdzie od 1993 do 1997 pracował jako nauczyciel w szkole średniej.
W 1977 wraz z Ryszardem Siwanowiczem, pod wspólnym pseudonimem „Rian Asars”, napisał scenariusz do narysowanego przez Grzegorza Rosińskiego komiksu Najdłuższa podróż opublikowanego w magazynie „Relax”. Od 1993 zajmował się tłumaczeniami z języka angielskiego i rosyjskiego. Przetłumaczył kilkadziesiąt książek i opowiadań, m.in. autorstwa Arthura C. Clarke'a, Roberta A. Heinleina, Alfreda Bestera, Raymonda E. Feista, Kira Bułyczowa, Mariny i Siergieja Diaczenków. Od 1997 do 2009 recenzował gry komputerowe w miesięczniku „CD-Action”, gdzie pisał pod pseudonimami „El General Magnifico”, „EGM” i „Generał”.